# Tomáš Hudec (kněz)
Tomáš Akvinský Hudec (7. ledna 1877, Věrovany – 22. srpna 1951, Olomouc) byl římskokatolický kněz, teolog a profesor na teologické fakultě v Olomouci.

## Život
V roce 1900 byl vysvěcen na kněze. Působil nejprve jako profesor Nového zákona v Brně a posléze v Olomouci, dvakrát byl i děkanem fakulty. Byl také olomouckým jednatelem brněnského Palestinského spolku.

## Dílo
- Seznam děl v Souborném katalogu ČR, jejichž autorem nebo tématem je Tomáš Hudec (kněz)
- Hudec Tomáš, Sv. Jan apoštol v Efesu : kriticko-exegetická studie, Brno, Papežská tiskárna benediktinů rajhradských 1909.
- Hudec Tomáš, Obrazy z východu, Brno, Dědictví sv. Cyrila a Metoděje 1915.